# Ceresium repandum
Ceresium repandum là một loài bọ cánh cứng trong họ Cerambycidae.